# 정랑
정랑(正郞)은 조선시대 육조의 정오품(正五品) 관직이다.
정원은 각각 이조(吏曹) 2원, 호조(戶曹) 3원, 예조(禮曹) 3원, 병조(兵曹) 4원, 형조(刑曹) 3원, 공조(工曹) 3원이 있었다.
1392년(태조 1년) 7월 28일 관제를 제정하면서 이조와 고공사(考功司), 병조, 호조에 정랑으로 두었다.
1405년(태종 5년)1월 15일 의정부, 육조, 승정원 등의 관제 개편시 육조에 3~4원씩 두었는데 경국대전(經國大典)에 반영되었다가 속대전(續大典)과 대전통편(大典通編)에서 인원 변동이 있었다.
정랑은 육조의 실무를 관장하여 청요직(淸要職)으로 간주되었으며, 특히 이조, 병조의 정랑은 좌랑(佐郞: 正六品)과 함께 인사행정을 담당하여 전랑(銓郞)이라고 하였다. 또한 이들은 삼사(三司) 관직의 임명동의권인 통청권(通淸權)과 자신의 후임자를 추천할 수 있는 재량권이 있었고, 육조 각 부서의 출납을 전담(專擔)하여 매년 세초(歲初)에 전년도의 수입과 지출을 뽑아내어 결산하고, 예산안(豫算案)을 만드는 등 권한이 막강하여 이로 인해 붕당의 폐단으로 정랑과 좌랑의 자리 다툼을 하기도 하였다.